# 16220 Mikewagner
A 16220 Mikewagner (ideiglenes jelöléssel 2000 DB40) a Naprendszer kisbolygóövében található aszteroida. A LINEAR projekt keretében fedezték fel 2000. február 29-én.